# Darío Villamizar Herrera
Darío Villamizar Herrera (Bogotá, 22 de julio de 1953) es un exguerrilero, analista político y escritor colombiano.  Perteneció a la guerrilla del Movimiento 19 de abril (M-19). Fue designado como embajador de Colombia en República Dominicana.

## Biografía
Fue militante de la guerrilla del Movimiento 19 de abril (M-19), vivió en Ecuador, hasta su desmovilización en 1990. Tenía planeada una gira de Carlos Pizarro en Ecuador, pero el asesinato de este lo impidió.
Con estudios en Ciencia Política y Resolución de Conflictos de la Universidad del Valle, posgrado en Acción sin Daño y Construcción de Paz  en la Universidad Nacional de Colombia. Ha sido asesor en reincorporación de excombatientes de la ONU,docente universitario. Fundador y directivo de la Corporación Medios para la Paz. Miembro del Latin American Studies Association (Lasa) y del Consejo Latinoamericano de Ciencias Sociales (Clacso).

## Obras
Sus trabajos se centran en temas del conflicto armado interno en Colombia y procesos de negociación, reconciliación y paz.
- Insurgencia, democracia y dictadura Ecuador 1960-1990 (1990) Editorial El Conejo. ISBN 9978870326
- Jaime Bateman, profeta de la paz (1995).Intermedio Editores.ISBN 9587095871
- Aquel 19 será (1996). Planeta. ISBN 9586144976
- Un Adiós a la Guerra (1997). Planeta. ISBN 9586145557
- Sueños de abril: imágenes en la historia del M-19 (1998). Planeta. ISBN 9586146111
- Jaime Bateman, biografía de un revolucionario(2002, 2007, 2015).Intermedio Editores.ISBN 9587095871
- Desmovilización, un camino para la paz (2005). Alcaldía Mayor de Bogotá DC., Secretaría de Gobierno ISBN 9588191297
- Las guerrillas en Colombia. Una historia desde los orígenes hasta los confines (2016).Penguin Random House Grupo Editorial.ISBN 9588931967
- Crónica de una guerrilla perdida (2022). ISBN 9585132419